# Signe d'infamie
 (mai 2021).
La mise en forme du texte ne suit pas les recommandations de Wikipédia : il faut le « wikifier ».
Les points d'amélioration suivants sont les cas les plus fréquents. Le détail des points à revoir est peut-être précisé sur la page de discussion.
- Les titres sont pré-formatés par le logiciel. Ils ne sont ni en capitales, ni en gras.
- Le texte ne doit pas être écrit en capitales (les noms de famille non plus), ni en gras, ni en italique, ni en « petit »…
- Le gras n'est utilisé que pour surligner le titre de l'article dans l'introduction, une seule fois.
- L'italique est rarement utilisé : mots en langue étrangère, titres d'œuvres, noms de bateaux, etc.
- Les citations ne sont pas en italique mais en corps de texte normal. Elles sont entourées par des guillemets français : « et ».
- Les listes à puces sont à éviter, des paragraphes rédigés étant largement préférés. Les tableaux sont à réserver à la présentation de données structurées (résultats, etc.).
- Les appels de note de bas de page (petits chiffres en exposant, introduits par l'outil «  Source ») sont à placer entre la fin de phrase et le point final[comme ça].
- Les liens internes (vers d'autres articles de Wikipédia) sont à choisir avec parcimonie. Créez des liens vers des articles approfondissant le sujet. Les termes génériques sans rapport avec le sujet sont à éviter, ainsi que les répétitions de liens vers un même terme.
- Les liens externes sont à placer uniquement dans une section « Liens externes », à la fin de l'article. Ces liens sont à choisir avec parcimonie suivant les règles définies. Si un lien sert de source à l'article, son insertion dans le texte est à faire par les notes de bas de page.
- La présentation des références doit suivre les conventions bibliographiques. Il est recommandé d'utiliser les modèles {{Ouvrage}}, {{Chapitre}}, {{Article}}, {{Lien web}} et/ou {{Bibliographie}}. Le mode d'édition visuel peut mettre en forme automatiquement les références.
- Insérer une infobox (cadre d'informations à droite) n'est pas obligatoire pour parachever la mise en page.

Pour une aide détaillée, merci de consulter Aide:Wikification.
Si vous pensez que ces points ont été résolus, vous pouvez retirer ce bandeau et améliorer la mise en forme d'un autre article.

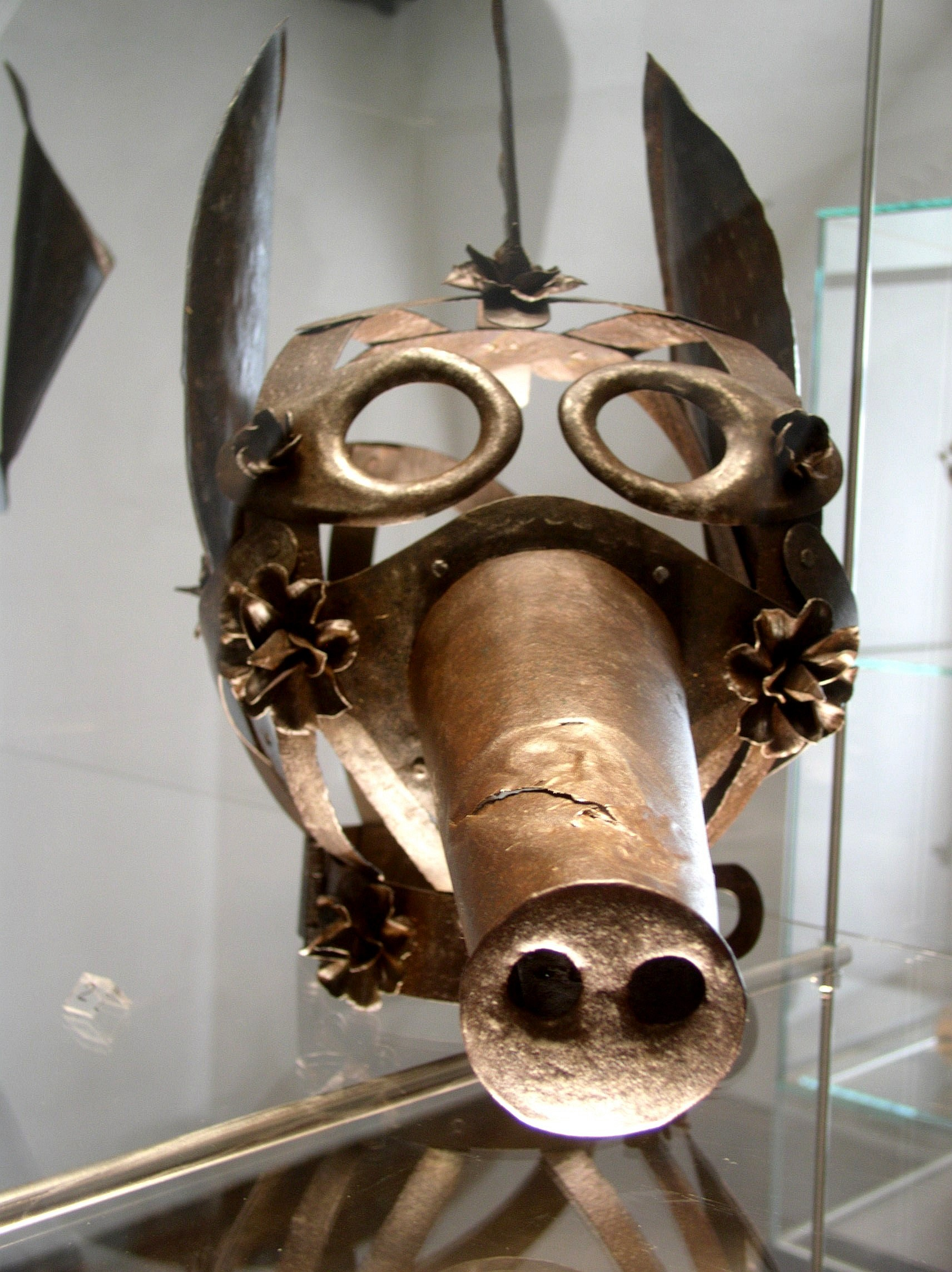
Un masque de honte médiéval.

Un signe d'infamie — ou marque de honte, ou encore stigmatisation — est un symbole distinctif devant être porté, par un individu ou un groupe spécifique, à des fins d'humiliation publique, d'ostracisme ou de persécution.
Le terme est également utilisé métaphoriquement, en particulier dans un sens péjoratif, pour attribuer un caractère honteux à quelque chose associé à une personne ou à un groupe.
En Angleterre, en vertu du Poor Act de 1697, les pauvres qui recevaient une aide paroissiale étaient tenus de porter un insigne de tissu bleu ou rouge sur l'épaule de la manche droite, de manière ouverte et visible, afin de décourager les gens de recourir aux secours, à moins d'être totalement désespérés. En fait, si beaucoup de malheureux étaient dans un grand dénuement, peu d'entre eux étaient disposés à bénéficier des secours si on leur demandait de porter en public la marque « honteuse » des pauvres.
L'étoile jaune — que les Juifs étaient tenus de porter dans certaines parties de l'Europe, pendant le Moyen Âge, et plus tard, dans l'Allemagne nazie et l'Europe occupée par celle-ci — était effectivement un insigne de honte, mais également un moyen d'identification. Obliger des personnes que l'on souhaite humilier à marcher pieds nus est également une marque d'identification.
La « marque de Caïn » biblique peut être interprétée comme un insigne de honte,,,.

## Histoire

### Épilation
L'épilation punitive des hommes, en particulier le processus consistant à brûler les poils pubiens, était considérée comme une marque de honte dans les anciennes cultures méditerranéennes où les poils masculins étaient appréciés. Les femmes ayant commis l'adultère ont également été forcées de porter des icônes ou des marques spécifiques, ou se sont fait couper les cheveux, en signe d'humiliation. Après la libération de l'Europe sous domination nazie par les forces alliées, des foules en colère ont rasé la tête de nombreuses femmes qui avaient fraternisé avec l'occupant allemand.
Pendant la Seconde Guerre mondiale, les nazis ont également utilisé le rasage de la tête comme une marque d'infamie pour punir certains Allemands, tels que les jeunes non-conformistes, connus sous le nom de Pirates Edelweiss.

### Vêtements

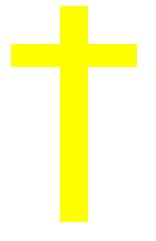
Croix jaune cathare pour les radicaux.

Dans la Rome antique, les hommes et les femmes portaient à l'origine la toge. Puis, au fil du temps, les matrones ont adopté la stola (longue robe à plis) comme vêtement favori, tandis que les prostituées ont conservé la toge. Plus tard, sous la Lex Julia, les femmes reconnues coupables de prostitution ont été forcées de porter une toge muliebris, comme insigne de la honte de la prostituée.
Au début du XIIIe siècle, le pape Innocent III interdisait aux chrétiens de causer des lésions corporelles aux Juifs, mais approuvait la ségrégation dont ils faisaient l'objet dans la société. À au moins une occasion, il a comparé ce dispositif au sort réservé à Caïn, tel qu'il est décrit dans le livre de la Genèse. C'est ainsi qu'il écrit au comte de Nevers :
« Le Seigneur a fait de Caïn un vagabond et un fugitif sur la terre, mais il a placé une marque sur lui, ... comme les errants [les Juifs] doivent rester sur la terre, jusqu'à ce que leur visage soit rempli de honte... »

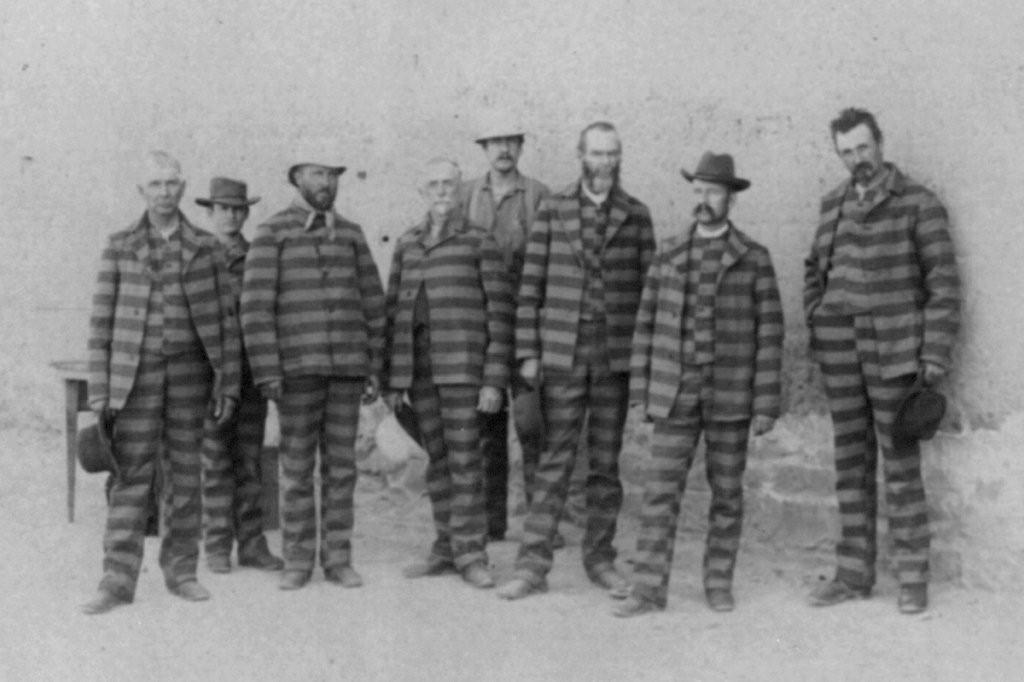
L'uniforme à rayures — porté ici par des prisonniers de l'Utah, vers 1885 — est considéré comme un insigne de honte.

Plus tard, en 1215, le Quatrième concile du Latran — présidé par Innocent III, précisément — a adopté le canon 68, qui exige que les Juifs (ainsi que les musulmans) s'habillent distinctement pour empêcher les relations interconfessionnelles.
Ce canon a été largement ignoré par les gouvernements séculiers d'Europe jusqu'en 1269, lorsque le roi de France Louis IX — appelé plus tard Saint Louis — a décrété que les Juifs français devaient porter des insignes jaunes ronds sur la poitrine et le dos,. Après la fin de la croisade des albigeois en 1229, l'Inquisition du pape Grégoire IX imposa la pénitence ecclésiastique de la croix jaune cathare comme un insigne de honte à porter par les Cathares repentants restants, reconnus coupables d'hérésie.
Dans la Nouvelle-Angleterre coloniale aux XVIIe et XVIIIe siècles, les tribunaux exigeaient que les personnes coupables de conduite sexuelle immorale portent sur leurs vêtements, soit la lettre « A » ou les lettres « AD » (pour adultère), soit la lettre « I » (pour inceste).

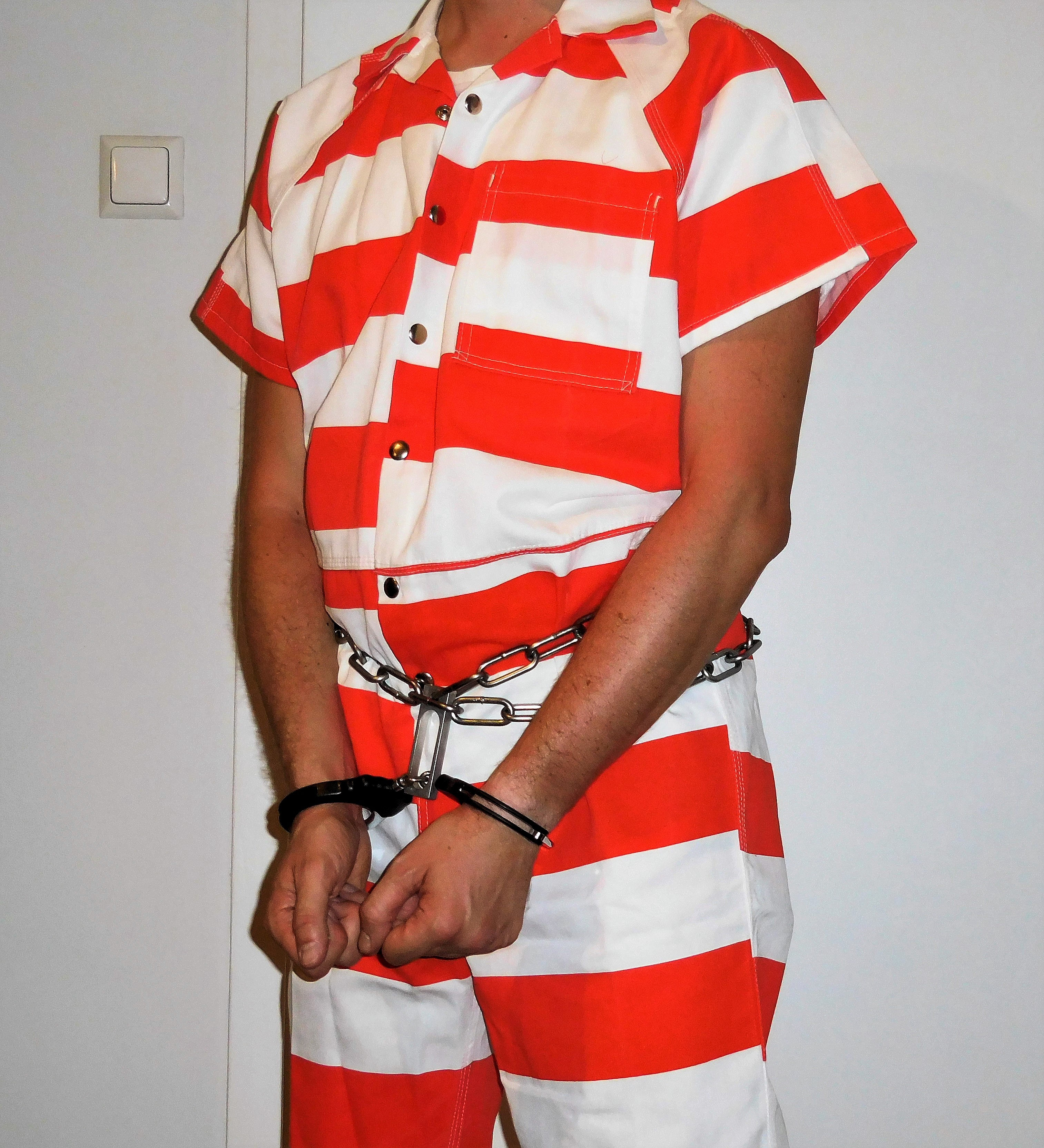
Détenu en combinaison rayée orange et blanche.

Les uniformes de prisonnniers à rayures étaient couramment utilisés au XIXe siècle comme moyen de marquer instantanément les condamnés en fuite. Les uniformes de prison orange modernes servent le même but, mais avec une couleur vive très visible afin de rendre difficile la fuite des condamnés en les empêchant de se dissimuler. L'utilisation de rayures a été adoptée parce que de simples uniformes monochromes pouvaient facilement être teints avec une autre couleur, tandis que teindre un vêtement rayé ne peut pas cacher les rayures. Ces uniformes ont été temporairement abolis aux États-Unis au début du XXe siècle : leur utilisation comme insigne de la honte était considérée comme indésirable parce qu'ils provoquaient des sentiments constants d'embarras et d'exaspération chez les prisonniers. Ils ont toutefois été utilisés à nouveau, parce que le point de vue du public a changé. Dans de nombreuses prisons actuelles aux États-Unis, les détenus sont obligés de porter des uniformes à rayures. Un exemple marquant de cette pratique existe dans la prison du comté de Maricopa qui était sous l'administration de Joe Arpaio : là, des rayures noires et blanches sont utilisées. Un autre schéma de couleurs principalement utilisé consiste en des rayures orange et blanches. Une personne qui porte ce type de vêtements est distinctement marquée et, par conséquent, peut sans aucun doute être identifiée à distance comme un détenu, ce qui permet aux citoyens de reconnaître instantanément les prisonniers évadés et d'en informer les autorités.

### Peau
Les sociétés ont marqué les gens directement dans la pratique généralement connue sous le nom de « stigmatisation de criminel ». Les criminels et les esclaves ont été marqués[Quand ?] avec des tatouages. L'immoralité sexuelle dans la Nouvelle-Angleterre coloniale était également punie par le marquage au fer chaud, lequel imprimait les symboles infamants sur la peau du visage ou du front du condamné pour que tout le monde les voit.

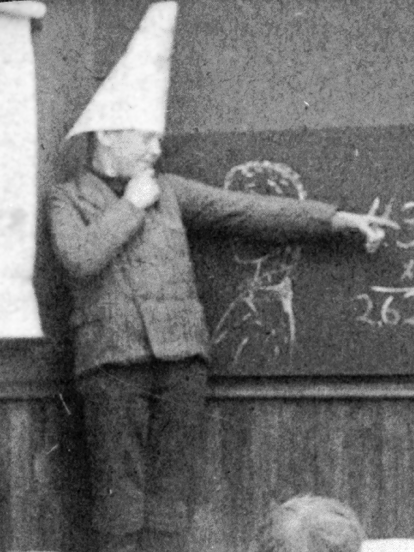
Un enfant portant un bonnet d'âne en classe, d'après une photo mise en scène vers 1906

La pratique de la marque humaine avec des cicatrices visibles sur le visage avait été fermement établie par le roi d'Angleterre Édouard VI en vertu du Statute of Vagabonds (statut sur les vagabonds) de 1547, qui spécifiait la gravure de la lettre « S » (pour slave, esclave) sur la joue ou le front d'un esclave en fuite, et le lettre « F » (pour fraymaker) sur la joue d'un bagarreur d'église.
James Nayler, un quaker anglais reconnu coupable de blasphème en 1656, était resté célèbre pour la lettre « B » imprimée au fer rouge sur son front. La pratique de la « marque » humaine a été abolie en Angleterre en 1829. Elle se poursuivit aux États-Unis au moins jusqu'en 1864, pendant la Guerre de Sécession, lorsque les visages de certains déserteurs de l'armée de l'Union furent marqués de la lettre « D » : cette marque de honte était destinée à décourager les autres éventuels candidats à la désertion. Les esclaves fugitifs pouvaient être marqués d'un « R » (pour « fugitif »), ce qui permettait de s'assurer qu'ils étaient surveillés de près. Souvent, de tels fugitifs étaient aussi persécutés par les propriétaires et surveillants ultérieurs.

### Chapellerie
Dans les écoles françaises « à l'ancienne », les élèves qui s'étaient mal conduits étaient envoyés s'asseoir dans un coin de la pièce portant une pancarte indiquant « Âne », et étaient contraints de porter une casquette de bouffon avec des oreilles d'âne, parfois de forme conique, connu sous le nom de « bonnet d'âne ». Dans les salles de classe traditionnelles britanniques et américaines, le grand bonnet d'âne conique, souvent marqué de la lettre « D » (pour « donkey », âne), était utilisé comme insigne de la honte pour les élèves défavorisés,. Le bonnet d'âne n'est plus utilisé dans l'enseignement moderne. Pendant la Révolution culturelle chinoise, des individus accusés d'être des contre-révolutionnaires ont été publiquement humiliés en étant forcés de porter des casquettes d'ânes avec leurs crimes de guerre écrits dessus.

### Pieds nus

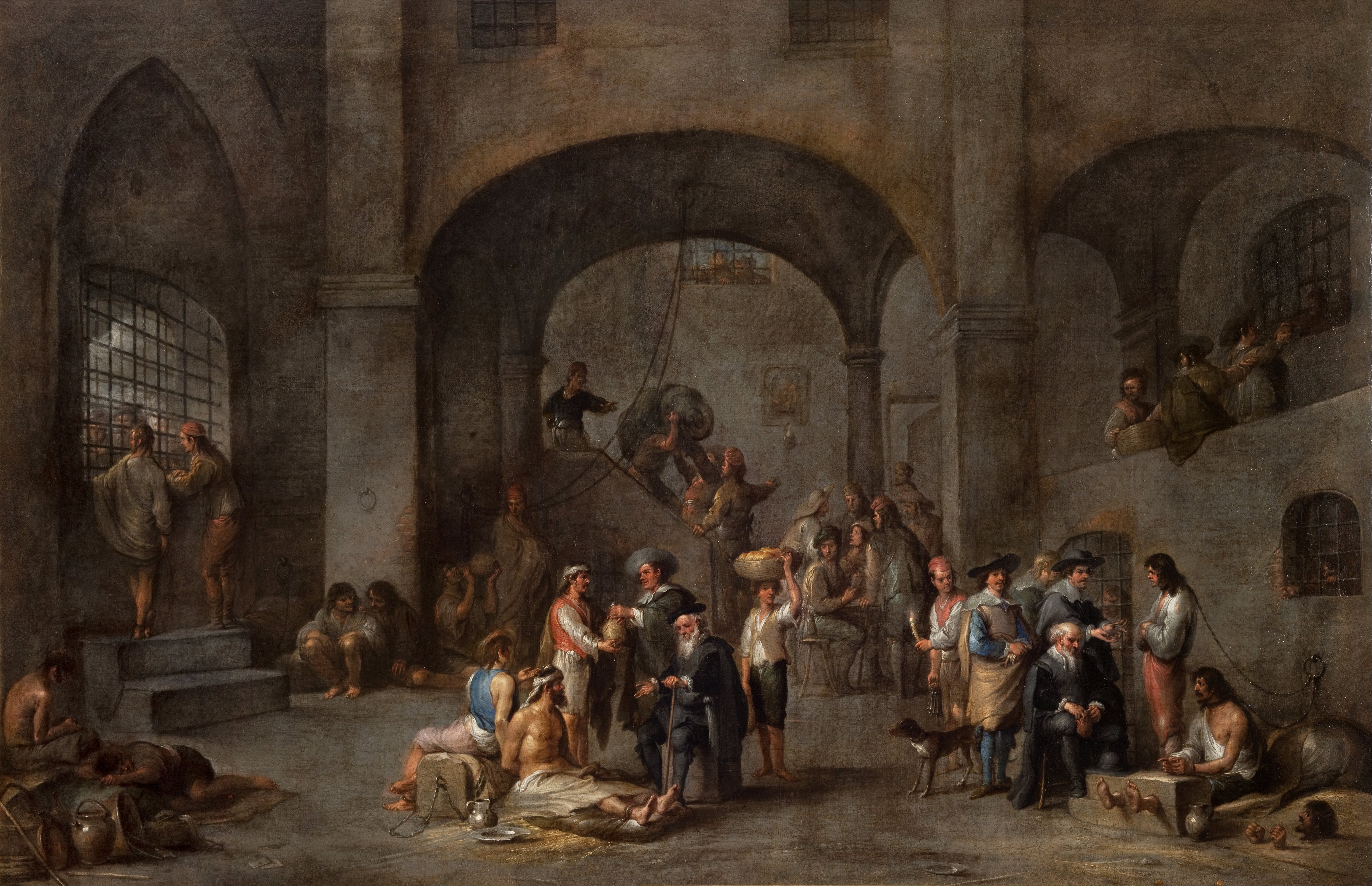
Représentation de prisonniers pieds nus et en partie enchaînés par Cornelis de Wael ; Visiter les prisonniers c. 1640

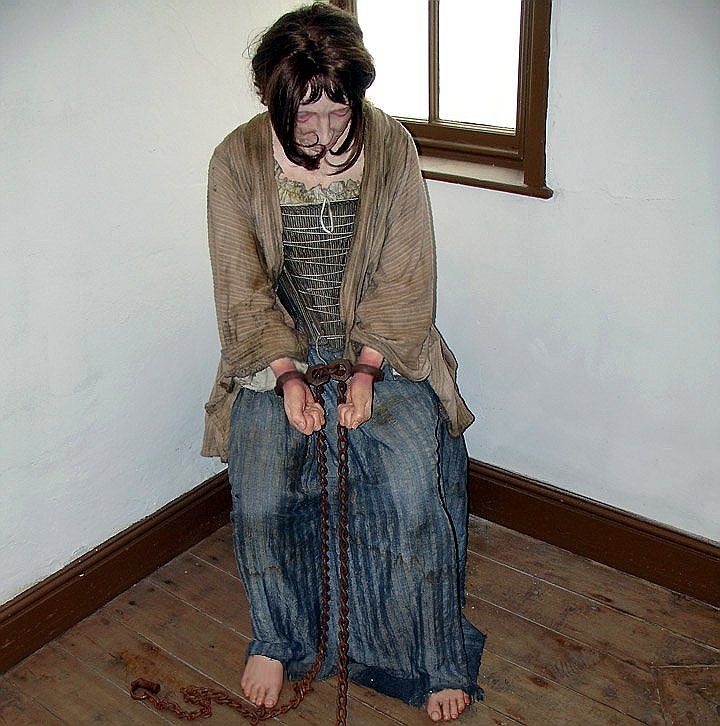
Prisonnier pieds nus dans des attaches de fer; Pays de Galles XIXe siècle (exposition du musée)

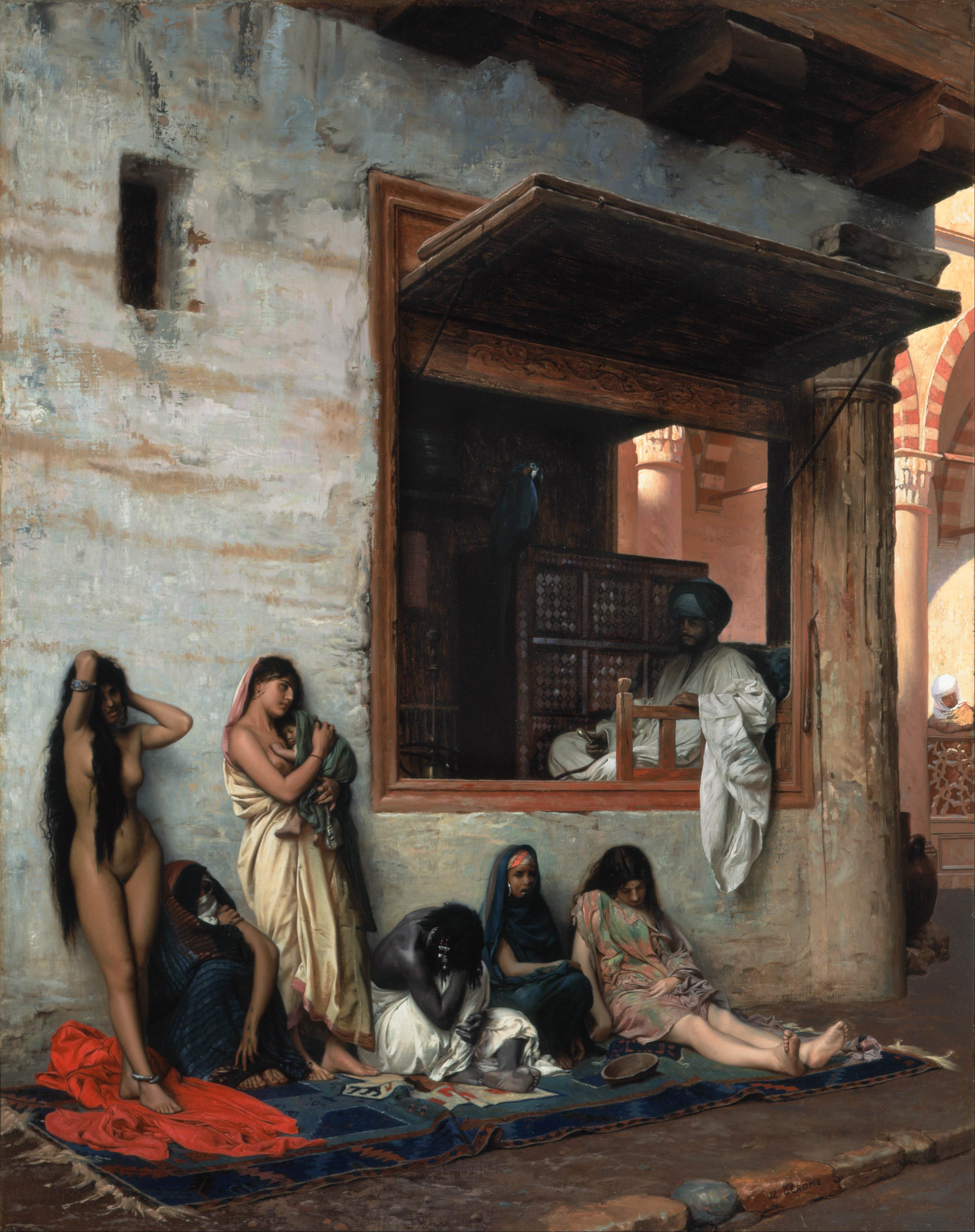
Esclaves orientaux pieds nus ou nus. Jean-Léon Gérôme : Le marché aux esclaves

Dans le passé, les prisonniers étaient régulièrement dépouillés de certains de leurs effets, afin que soient exposées les parties de leur corps habituellement couvertes. Ce procédé avait pour principale fonction de cibler visuellement les individus captifs afin que les spectateurs puissent distinguer leur statut au premier regard. Dépouiller un prisonnier de ses vêtements signifiait également priver celui-ci de ses droits et de son statut social. Par exemple, dans beaucoup de cultures, enlever les chaussures d'une personne et l'obliger ainsi à rester pieds nus permettait de marquer visuellement les captifs, les prisonniers et les esclaves. Cette pratique est encore courante dans les prisons de nombreux pays.
Quelle que soit leur forme ou leur apparence, les chaussures ont été portées dans toutes les classes sociales depuis les débuts de l'humanité. Par conséquent, forcer une personne à se présenter en public pieds nus est une méthode courante pour humilier celle-ci, en montrant la perte de son statut ou l'absence de ses droits. Dans presque toutes les situations, avoir les pieds nus passe rarement inaperçu et suscite souvent des soupçons ou du dédain parmi les spectateurs.
La privation de chaussures sert également à décourager ou contrecarrer toute tentative d'évasion chez les prisonniers. La capacité de marcher ou de courir rapidement est ainsi souvent considérablement réduite. Les pieds étant la seule partie du corps en contact quasi permanent avec l'environnement, leur manque de protection peut avoir un effet victimisant et amener la personne à se sentir physiquement vaincue, impuissante ou vulnérable — ce qui s'ajoute à la honte ressentie par le sujet.
Dans des circonstances normales, le droit de porter des chaussures est une manifestation naturelle et minimale des libertés humaines, qui ne peut être retiré aux citoyens de toute culture. Jadis, en cas de besoin, des chaussures simples étaient fabriquées à la main à partir de matériaux disponibles, alors qu'aujourd'hui, les chaussures ordinaires sont suffisamment bon marché pour être achetées dans pratiquement toutes les régions du monde.
Le fait de forcer une personne soumise à marcher pieds nus est donc un procédé permettant de souligner la privation des droits les plus élémentaires et des libertés naturelles de cette personne. Le procédé montre l'assujettissement de la personne à des individus ayant une autorité suffisante pour lui imposer certaines contraintes. La personne assujettie n'a pas le pouvoir de résister : elle perd toute forme d'autodétermination. Forcer les individus à rester pieds nus contre leur gré est donc une méthode courante pour afficher et exercer l'autorité et mettre en valeur la disproportion flagrante de pouvoir que l'on trouve habituellement dans les situations d'emprisonnement. Le procédé est souvent utilisé pour intimider les captifs ou les prisonniers et réduire leur confiance en eux.

### Contraintes
Présenter un prisonnier au public avec des moyens de contention (comme des menottes, des chaînes ou des dispositifs similaires) a toujours servi à humilier la personne. En plus de leur utilisation pratique pour empêcher le mouvement et la fuite, ils sont généralement inconfortables à porter et bloquent souvent le corps dans des positions non naturelles. Le fait de retenir en particulier les mains d'un captif derrière son dos est perçu comme particulièrement honteux, car cela rend la personne pratiquement sans défense et montre sa défaite physique aux spectateurs. L'effet est souvent démultiplié en combinant des moyens de marquage des personnes tels que l'utilisation d'uniformes de prisonniers — ou de vêtements similaires, comme les vêtements pénitentiels — et l'exposition des pieds nus.

## Autres significations

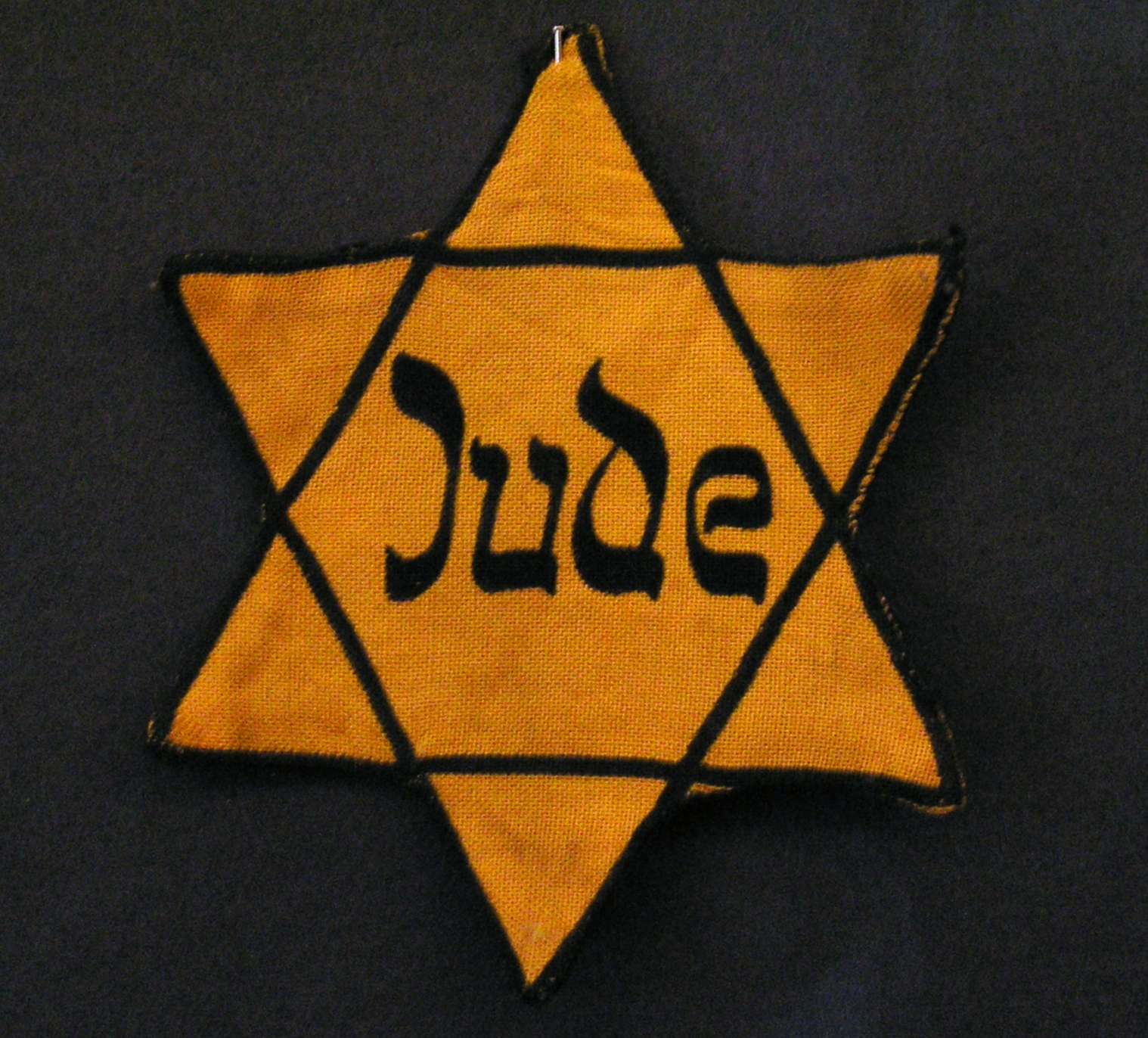
L'insigne jaune que les Juifs ont été forcés de porter en Allemagne nazie comme un insigne de honte.

Les badges de la honte des camps de concentration nazis étaient triangulaires et codés par couleur pour classer les prisonniers par raison de détention — les Juifs portaient deux triangles imitant l'étoile à six branches de David. Cependant, ces symboles, que les nazis voulaient être des marques de honte, ont produit des significations opposées après la Seconde Guerre mondiale : par exemple, les symboles triangulaires ont été utilisés sur les monuments édifiés en hommage à ceux tués dans les camps de concentration, le triangle rose, que les prisonniers homosexuels étaient tenus de porter, est devenu un symbole de la fierté gay, et l'étoile de David des sionistes, également choisie en souvenir de la version nazie de l'insigne jaune, a ensuite figuré en bonne place sur le drapeau d'Israël,,,.
À l'inverse, les symboles destinés à avoir des connotations positives peuvent avoir des effets pervers. Après la Première Guerre mondiale, le département américain de la guerre a décerné des chevrons d'or aux soldats ayant servi dans les zones de combat en Europe. Or les chevrons d'argent attribués pour le « service domestique honorable à l'appui de l'effort de guerre » ont plutôt été considérés comme un insigne de honte par de nombreux récipiendaires,.
En avril 1945, le gouvernement de la Tchécoslovaquie ordonna l'expropriation, la dénaturalisation et l'expulsion de tous les Tchécoslovaques de langue magyare ou allemande. En mai 1945, les Tchécoslovaques de langue maternelle allemande devaient porter des brassards blancs ou jaunes avec un « N » majuscule (pour Němec, allemand) imprimé dessus. L'obligation de porter de tels brassards sur les vêtements extérieurs a été maintenue jusqu'à ce que le gouvernement ait achevé l'expulsion de tous ses citoyens de langue maternelle allemande, en 1947.
Plus récemment, en 2007, la police de Bangkok, en Thaïlande, a imposé des brassards roses punitifs ornés du joli personnage de dessin animé Hello Kitty — destinés à être portés comme un insigne de honte pour des infractions mineures —, parce que les brassards en tartan précédemment destinés à cet usage ont été plutôt traités comme des objets de collection. Le port de ces brassard était considéré comme une invitation perverse à bafouer la loi. Le dispositif révisé a cependant été rapidement abandonné.

## Œuvres de fiction

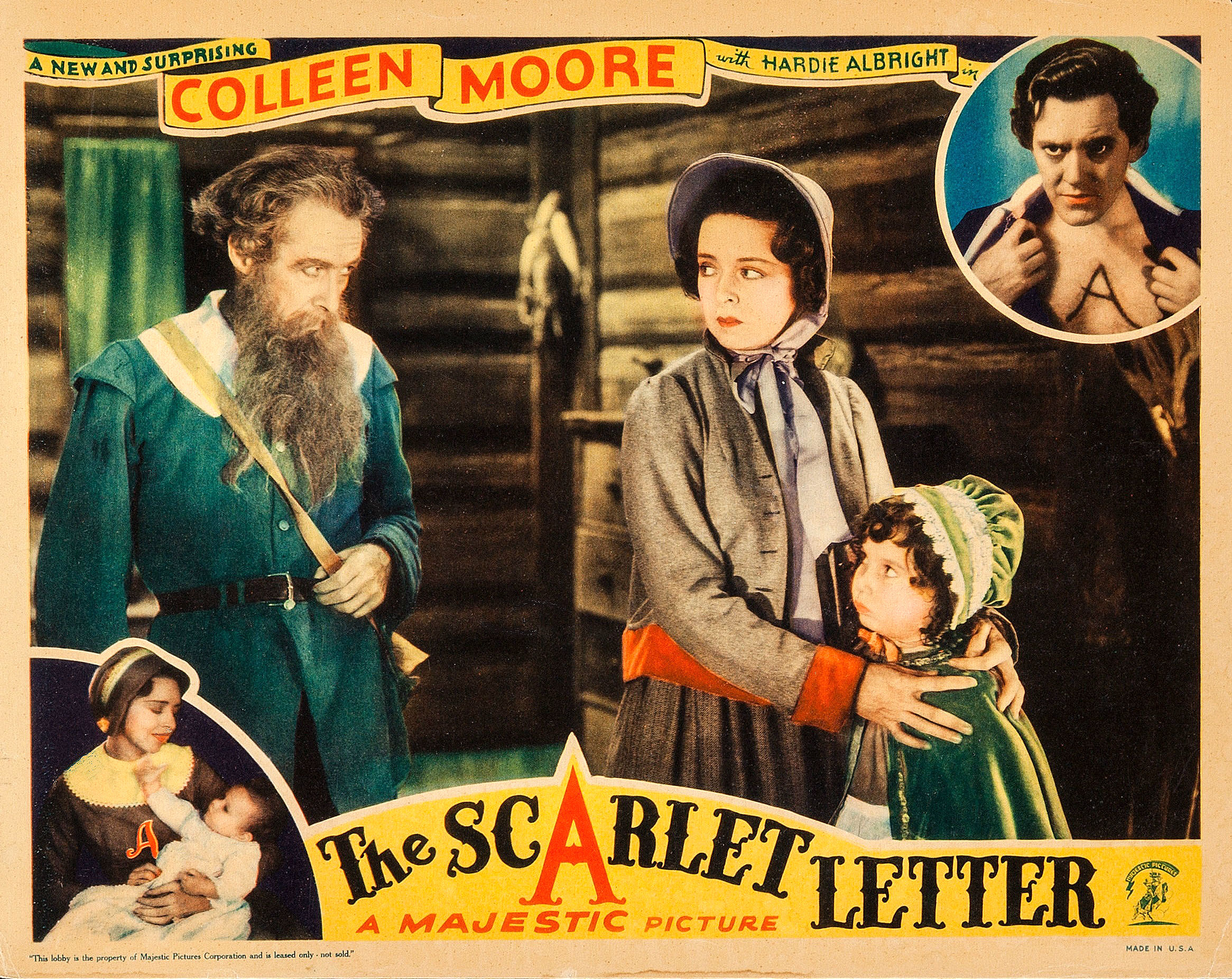
Cette affiche de cinéma pour l'adaptation de La Lettre écarlate comporte bien en évidence la lettre « A ».

Dans le roman d'amour classique de 1850 de Nathaniel Hawthorne, La Lettre écarlate, situé dans le Boston puritan du XVIIe siècle, le personnage principal Hester Prynne est conduit à la prison de la ville avec la lettre écarlate « A » sur sa poitrine, qui représente l'acte d'adultère qu'elle a commis. Ce symbole de son péché doit être vu de tous. Initialement conçu comme un insigne de honte, il prendra plus tard différentes significations en fonction de la progression de l'histoire.
Le film muet de 1916 Le Passeport jaune, mettant en vedette Clara Kimball Young, était également connu sous le nom de The Badge of Shame, lorsqu'il a été réédité en 1917,.
Le film de 2006, Pirates des Caraïbes: Le coffre de l'homme mort, montre Lord Cutler Beckett (Tom Hollander) en train d'utiliser comme tisonnier un fer à marquer avec la lettre « P », lequel lui a servi à imprimer la « marque du pirate » sur l'avant-bras droit du capitaine Jack Sparrow (Johnny Depp). Selon le scénario, Beckett a accusé Sparrow d'être un « pirate » pour avoir refusé de transporter des esclaves pour la Compagnie britannique des Indes orientales.
Dans le film Inglourious Basterds, les protagonistes sculptent des croix gammées sur le front des soldats allemands survivants, pour faire connaître à tous leurs méfaits à l'avenir.
La série manga et anime japonaise L'Attaque des Titans montre que les Eldiens vivant à Marley ont été forcés de porter des brassards pour être identifiés dans les zones d'internement.